# Еміль Жерар фон Фестенбурґ
Еміль Жерар (Ґерард) фон Фестенбурґ (нім. Emil Gerard von Festenburg, Emil Gérard von Festenburg, Emil Gérard de Festenburg; 1800—1849) — австрійський чиновник, правник, доктор права. Бурмистр Львова (1842—1848), цісарсько-королівський радник.

## Життєпис
У першій половині 1830-х був бурмистром Дрогобича, потім секретарем Галицького губерніуму. 15 березня 1842 призначений на посаду бурмистра Львова. Ліберал за світоглядом, вибудовував дружні стосунки з львівськими міщанами.
У 1848—1849 роках Європою прокотилася хвиля революцій, відомих як Весна народів, що ставили за мету демократизацію політичного життя та створення національних держав. У Львові масові виступи відбулися 18-19 та 21 березня. В цьому контексті Еміль Жерар фон Фестенбурґ подав у відставку й відбув до Відня.
Мав титул цісарсько-королівського радника (нім. k. k. Rath).

## Родина
Брат — Авґуст Жерар фон Фестенбурґ, окружний староста (крайсгауптман) у Ряшеві та Станиславові (1848).

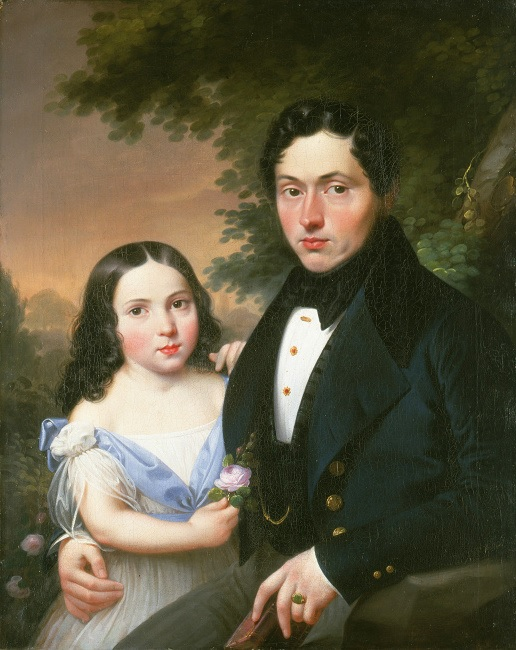
Мартин Яблонський. Еміль Жерар фон Фестенбурґ з донькою Юлією (1839)
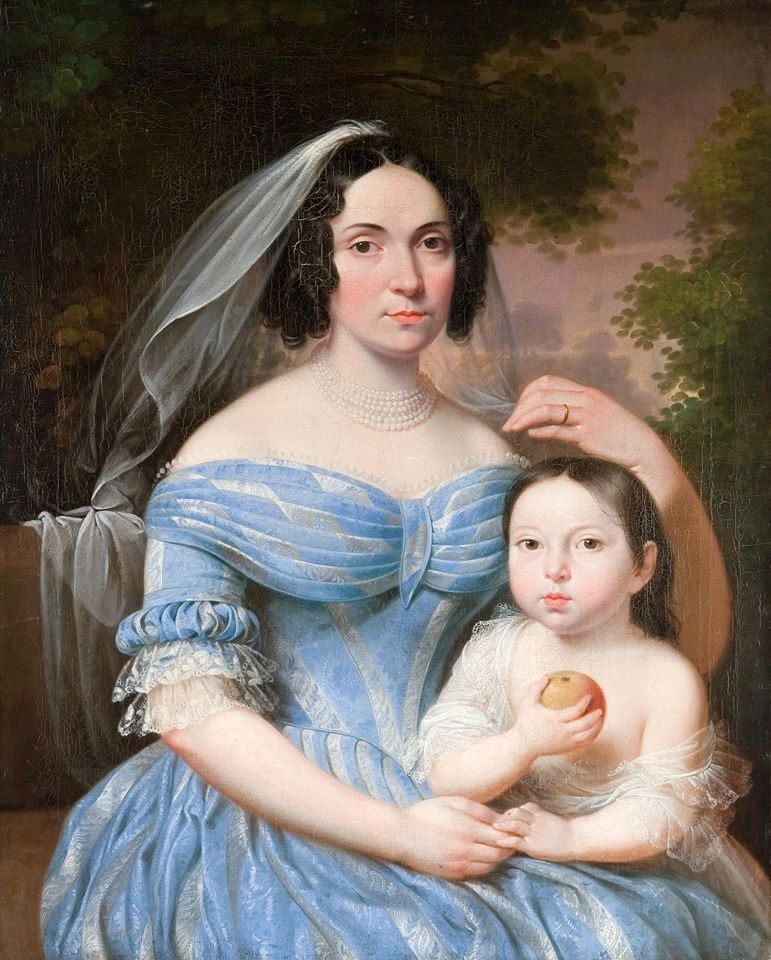
Мартин Яблонський. Юлія Жерар фон Фестенбурґ з донькою Кароліною (1839)